# Victor Mello
Victor Mello Rossi (3 gennaio 1990) è un giocatore di calcio a 5 brasiliano naturalizzato italiano, centrale del Petrarca.

## Biografia
Anche il fratello Fellipe Mello è un giocatore di calcio a 5.

## Carriera
Esordisce nel 2011 con l'AABB, dove rimane per i successivi sei anni (eccetto una stagione con la maglia del São José.
Nel 2017 arriva in Italia, acquistato dai campioni in carica della Luparense, qui, a dicembre, vince la sua prima Supercoppa.
La stagione successiva, dopo la chiusura della squadra patavina, si trasferisce per alcuni mesi al Noril'sk Nickel. A dicembre fa ritorno in Italia, al Sandro Abate, dove qualche mese dopo conquista prima la Coppa Italia di Serie A2 e poi la promozione in massima serie.

## Palmarès

### Club
- Supercoppa italiana: 1
Luparense: 2017
- Campionato di Serie A2 Élite: 1
Petrarca: 2023-24 (girone A)
- Coppa Italia di Serie A2 Élite: 1
Petrarca: 2023-2024
- Coppa Italia di Serie A2: 1
Sandro Abate: 2018-2019

### Individuale
- Capocannoniere della Coppa Italia di Serie A2 Élite: 1
2023-2024 (4 gol)
- Capocannoniere della Final Four della Coppa Italia di Serie A2 Élite: 1
2023-2024 (3 gol)